# Эхестрат
Эхестрат (др.-греч. Ἐχέστρατος) — полулегендарный царь Спарты из рода Агидов, правивший в X веке до н. э. Согласно «Хронике Евсевия», правил 31 год.
Эхестрат был сыном Агиса I. В его правление спартанцы обвинили жителей Кинурии в том, что те позволяют разбойникам опустошать Арголиду и сами совершают набеги на неё; все взрослые жители Кинурии были выселены спартанцами.